# Papatzindán de Romero
Papatzindán de Romero, también llamada El Limón, es una localidad del estado mexicano de Michoacán. Es parte del municipio de Tiquicheo de Nicolás Romero.

## Toponimia
El nombre «Romero» rinde homenaje a Nicolás Romero, coronel mexicano partícipe de la Segunda intervención francesa en México en favor del bando republicano, hecho prisionero en la localidad por el ejército francés.

## Demografía
| Gráfica de evolución demográfica |
|                                  |

| Censo | Población |
| ----- | --------- |
| 1900  | 224       |
| 1910  | 159       |
| 1921  | 116       |
| 1930  | 69        |
| 1940  | 237       |
| 1950  | 524       |
| 1960  | 749       |
| 1970  | 1011      |
| 1980  | 1640      |
| 1990  | 1517      |
| 2000  | 1764      |
| 2010  | 1716      |
| 2020  | 1633      |